# پیتر بلوش
پیتر بلوش (انگلیسی: Peter Blusch؛ زادهٔ ۱۱ ژوئن ۱۹۴۲) بازیکن فوتبال اهل آلمان است.
از باشگاه‌هایی که در آن بازی کرده‌است می‌توان به باشگاه فوتبال آینتراخت فرانکفورت، اشپورت فقاند زیگن، باشگاه فوتبال کایزرسلاوترن، و باشگاه فوتبال کلن اشاره کرد.